# Hilma Granqvist
Hilma Natalia Granqvist (Sipoo, 17 de julho de 1890 – Helsinque, 25 de fevereiro de 1972) foi uma antropóloga finlandesa de língua sueca que conduziu longos estudos de campo sobre palestinos. Ela foi aluna de Edvard Westermarck.

## Estudos sobre a aldeia Palestina
Na década de 1920, Granqvist chegou à vila de Artas, nos arredores de Belém, no então Mandato Britânico da Palestina, como parte de sua pesquisa sobre as mulheres do Antigo Testamento. Ela tinha ido para a Palestina "para encontrar os ancestrais judeus das Escrituras". O que ela encontrou, em vez disso, foi um povo palestino com uma cultura e modo de vida distintos. Assim, mudou o foco de sua pesquisa para uma investigação completa dos costumes, hábitos e formas de pensar das pessoas daquela aldeia. Granqvist acabou ficando até 1931 documentando todos os aspectos da vida da aldeia. Ao fazê-lo, ela tirou centenas de fotografias."

## Exemplo de música de casamento, gravada por Granqvist
"Deus sabe que nossa roupa hoje

Cem vestes 'reais' que cortamos

Para a noiva a quem estamos noivos.

Deus sabe - hoje é a nossa roupa

Um vestido verde e um 'real' [malak] que compramos

Para a noiva a quem estamos noivos!

Dez jaquetas [taqsireh] que compramos

Para os amados, a fim de apaziguá-la"

(Granqvist: Condições de casamento em uma vila palestina, vol. 2 (1931), p. 42.)

## Obras publicadas
- Granqvist, Hilma (1927). «Stories told by Palestinian peasant women». Palästinajahrbuch (em inglês)
- 1931: Marriage conditions in a Palestinian village I. Helsingfors: Societas Scientiarum Fennica (em inglês)
- 1935: Marriage conditions in a Palestinian village II. Helsingfors: Societas Scientiarum Fennica (em inglês)
- 1947: Birth and childhood among the Arabs: studies in a Muhammadan village in Palestine. Helsingfors; Söderström. (Reprinted 1975, New York: AMS Press. ISBN 0-404-57447-5ISBN 0-404-57447-5) (em inglês)
- 1950: Child problems among the Arabs: Studies in a Muhammadan village in Palestine. Helsingfors : Söderström (em inglês)
- 1965: Muslim death and burial: Arab customs and traditions studies in a village in Jordan. Helsingfors: Societas Scientiarum Fennica (em inglês)
- 1981: Portrait of a Palestinian village: The photographs of Hilma Granqvist. Editor Karen Seger, with a foreword by Shelagh Weir. London: Third World Centre for Research and Publishing. ISBN 0-86199-006-4ISBN 0-86199-006-4 (em inglês)